# Синдром внезапной детской смерти
Синдро́м внеза́пной де́тской сме́рти, СВДС (лат. mors subita infantum, англ. sudden infant death syndrome, SIDS) — внезапная смерть от остановки дыхания внешне здорового младенца или ребёнка до 1 года, при которой вскрытие не позволяет установить причину летального исхода.
Иногда СВДС называют «смертью в колыбели», поскольку ей могут не предшествовать никакие признаки, часто ребёнок умирает во сне.
Впервые термин «СВДС» введён в 1968 году. Исследование проблемы ведётся с 1950-х годов, со второй половины 1980-х годов изучение СВДС интенсифицировалось.

## Статистика
В 1980-е годы в западноевропейских странах смертность от СВДС была около 2 на 1000 новорождённых. После проведения кампании «сон на спине» к концу века она снизилась примерно до 0,5 на 1000 и остаётся около этой отметки. Статистика СВДС, особенно по отдельным странам, не является высокоточной. Дело в том, что этот диагноз ставится в результате исключения всех остальных и не существует единой и обязательной для всех стран методики его установления.

## Факторы

### Факторы, повышающие риск СВДС
Точные причины СВДС пока не установлены. К СВДС относят любые случаи смерти непонятной этиологии, что заставляет некоторых медиков и исследователей критично относиться к выделению СВДС в отдельное заболевание. Если на вскрытии, куда направляют детей с предварительным диагнозом СВДС, обнаруживаются болезни (врождённые пороки развития, опухоли, тяжёлые инфекции — что составляет примерно треть случаев), то окончательный диагноз СВДС не ставится. Однако и в случае неясной этиологии, как правило, на секции находят признаки хронической гипоксии.
Последние десятилетия изучаются факторы, коррелирующие с СВДС. Вопрос о взаимодействии факторов пока открыт.
Факторы риска:
- Сон на животе — основной фактор риска, не вызывающий сомнений. В период с 1970 по 1991 большинство руководств для родителей в западных странах рекомендовали укладывать малыша на живот, чтобы, срыгнув, он не захлебнулся. В результате длительных исследований группа энтузиастов, в частности профессор Питер Флеминг[7], установили, что сон на животе повышает риск СВДС[8]. После изменения официальной рекомендации и проведения массовой кампании «укладывать ребёнка на спину» в странах Западной Европы с 1992 года смертность сократилась в 2—3 раза, аналогичные результаты получены в США и других странах. Единственная территория, где росла смертность от СВДС, — территория бывшей ГДР[5][9].
- Излишнее укутывание, тёплая одежда[5]. Вероятно, по этой причине в ряде стран последние годы педиатры официально рекомендуют использовать ночной мешок (стандартизованной термостойкости) вместо одеяла, хотя другие соображения (скапливание углекислого газа под одеялом и др.) тоже могут иметь значение. Переохлаждать ребёнка в аспекте риска СВДС тоже не рекомендуется[6].
- Слишком мягкое основание кровати (колыбели). В частности, по неизвестным причинам (возможно, в связи с взаимодействием факторов) высок риск СВДС у детей, спящих на диване[5]. Не рекомендуется использование подушки[6].
- Уже происходившие опасные симптомы (беспричинная остановка дыхания или сердца) у ребёнка или его братьев и сестёр[5].
- Мать-одиночка моложе 20 лет, которая не обращалась к врачу за дородовой помощью.
- Болезнь матери во время беременности.
- Промежуток между первой и второй беременностью слишком мал (менее 1 года) или если раньше имели место выкидыши.
- Курение матери[10], употребление спиртных напитков или наркотиков[5].
- Осложнённые роды (при тазовых предлежаниях плода риск возрастает в 7 раз).
- Длительные роды (более 16 часов; риск возрастает в 2 раза).
- Проблемы пренатального развития (значительные потрясения нервной системы в утробе матери). При дородовых стрессах замедляется рост этих детей, малый рост и вес при рождении.
- Недоношенные дети.
- Неспособность брать грудь у матери.
- Искусственное вскармливание[5].
- Мужской пол ребёнка (61 % случаев СВДС приходится на мальчиков)[6].
- Возраст ребёнка от 2 до 6 месяцев. На этот период приходится 90 % случаев СВДС[6].
- Чаще происходит в зимнее время года, что, возможно, объясняется инфицированием респираторным синцитиальным вирусом человека[11].
- Сон в раздельных с родителями комнатах[5].

Кроме перечисленных внешних факторов, исследования отмечают ещё следующие факторы:
- ствол мозга детей, умерших в результате СВДС, имел значительно сниженную концентрацию серотонина, триптофана гидроксилаза, ключевой зимазы серотонина;
- в стволе мозга повышенное количество серотонинергических нейронов;
- в стволе мозга пониженные связи рецептора 1A серотонина;
- пониженный транспортёр серотонина в медулле;
- повышенный полиморфизм А гена аллели 4 у девочек и аллели 3 у девочек в моноаминоксидазе.

Таким образом, аномалии в синтезе серотонина наносят ущерб способности ребёнка нормально регулировать пробуждение и дыхательные движения в случаях, потенциально угрожающих его жизни во сне.
Также отмечается изменённый полиморфизм провоспалительных цитокинов, маленький мандибулярный размер.

### Факторы, снижающие риск СВДС
- Сон на спине — сон на животе и боку потенциально опасен[5]. В то же время сон на спине повышает риск позиционной плагиоцефалии[12].
- Хороший дородовой уход за матерью, отсутствие дородовых стрессов.
- Отсутствие контакта ребёнка с табачным дымом.
- Грудное вскармливание, если мать не употребляет при этом спиртных напитков[5][6].
- Отсутствие перегрева ребёнка во время сна.
- Медицинский уход за ребёнком.
- Сосание ночью пустышки[9]. По этому фактору проводится дополнительная проверка достоверности[13], и есть несколько гипотез, которые имеют ряд слабых мест[5]. Использование пустышки не обязательно является причиной снижения СВДС: возможно, использование пустышки и низкая вероятность СВДС являются следствием другой неизвестной причины[источник не указан 3313 дней].

### Спорные факторы
Вопреки широко распространённой в Интернете информации, исследования показывают, что совместный сон матери и младенца в одной кровати сопряжён с повышенным риском СВДС.
Однако следует учитывать, что взаимодействие факторов изучено недостаточно хорошо. Не исключено, что в повышенный риск СВДС от совместного сна вносят свой вклад сопряжённые факторы: невнимательность к врачебным рекомендациям и невнимание к ребёнку, курение и употребление спиртных напитков родителей (табачный или алкогольный запах больше влияет на ребёнка, если родители спят рядом, есть и риск по невнимательности накрыть ребёнка, бедность (неспособность купить детскую кровать или нехватка места в комнате). На это указывают и результаты работ по исследованию корреляции между совместным сном и невнимательностью родителей к рекомендациям.
Существуют культуры с резко пониженным средним риском СВДС, где принято спать с ребёнком в одной кровати. Однако есть и культуры с резко повышенным средним уровнем СВДС, где также принято спать с детьми. Таким образом, повышенный риск совместного сна не вполне пояснён и нуждается в дальнейшем изучении.

## Причины
Исследования показывают, что у детей, умерших в результате СВДС, имеется опосредованная серотонином дисрегуляция (serotonin-mediated dysregulation) вегетативной нервной системы. Это повышает уязвимость ребёнка к внешним стрессорам, таким как сон на животе, перегревание.
Согласно опубликованным в 2012 году исследованиям с экспериментами на мышах, причиной синдрома названо отсутствие у умерших особей гена ATOH1, кодирующего белок, который отвечает за нейронные связи и прохождение нейронных сигналов, способствующих изменению ритма дыхания при накоплении в крови углекислоты.
Предполагают, что СВДС может быть вызван сбоями в функционировании автономной нервной системы, особенно тех её отделов, которые связаны с дыханием и работой сердца (Shaannon&Kelli, 1987), в частности с дефицитом серотонина.
В 1980-е годы существовала гипотеза, что часть случаев СВДС связана с тем, что недостаточно развитый водитель ритма дыхания, затухая под воздействием неудачного случайного сингулярного стимула, не в состоянии возобновить движение. У взрослых людей система множественных водителей ритма дыхания, кровообращения и др. устроена значительно сложнее и надёжнее.
Предполагается, что причиной смерти может быть скапливание углекислого газа в повышенной концентрации. Конкретные механизмы, останавливающие дыхание, не известны. Причиной может быть незрелость дыхательного центра в сочетании с другими факторами (простуда, переохлаждение, сигаретный дым). В частности, пассивное курение также может стать причиной внезапной детской смерти. Проведённые в Великобритании исследования оценки синдрома внезапной детской смерти свидетельствуют, что 11 % случаев таких смертей может быть связано с курением матери или отца.
Все вышеперечисленные гипотезы являются различными формулировками близких предположений.
Вакцинация не является фактором риска.

## Профилактика
Рекомендации, предложенные И. М. Воронцовым:
- стараться укладывать ребёнка спать на спину, а не на живот;
- укладывать ребёнка на плотный матрас без подушки;
- использовать специальный спальный мешок вместо одеяла, соблюдая при этом режим, установленный в инструкции;
- если используется одеяло, класть ребёнка в изножье кровати (чтобы ему некуда было сползать под одеяло)[26];
- стремиться к тому, чтобы ребёнок спал в собственной кроватке, но в одной комнате с родителями;
- не перегревать и не переохлаждать ребёнка, не пеленать его слишком туго;
- не курить в помещении, где находится ребёнок;
- избегать воздействия на ребёнка резких запахов, звуков, световых раздражителей, прежде всего во время его сна (в том числе дневного);
- стремиться сохранить по мере возможности естественное вскармливание ребёнка хотя бы в течение 4 месяцев;
- проводить соответствующие возрасту массаж, гимнастику и закаливание.

## СВДС и убийства
Как минимум некоторые случаи предполагаемого СВДС оказывались в результате более тщательного расследования убийствами детей или случаями непреднамеренного причинения им смерти родителями, впоследствии выданного преступниками за смерть по неизвестным причинам и ошибочно диагностированного врачами как СВДС. В США имели место резонансные случаи, когда за СВДС удавалось выдать до пяти убийств собственных детей. 